# Kerkebeek
De Kerkebeek is een waterloop waarvan het stroomgebied gelegen is in het noorden van de provincie West-Vlaanderen ten zuidwesten van Brugge.
Hydrografisch gezien behoort het stroomgebied van de Kerkebeek tot het bekken van de Brugse Polders. Het opwaartse gedeelte van de Kerkebeek is gelegen op het grondgebied van de gemeenten Torhout en Zedelgem terwijl het afwaartse deel gelegen is op het grondgebied van de stad Brugge.
De Kerkebeek watert bij normale afvoer af naar het Leopoldkanaal. Dit gebeurt via sifonnering onder het kanaal Gent-Brugge, via het Zuidervaartje rond Brugge, via sifonnering onder het Afleidingskanaal van de Leie en met monding in het Leopoldkanaal. Bij hoogwaterafvoer wordt er water via het gemaal Ketsbrugge verpompt naar de Vestinggracht die verbonden is met het kanaal Brugge-Oostende. De stroomgebiedoppervlakte bedraagt 66,7 km².

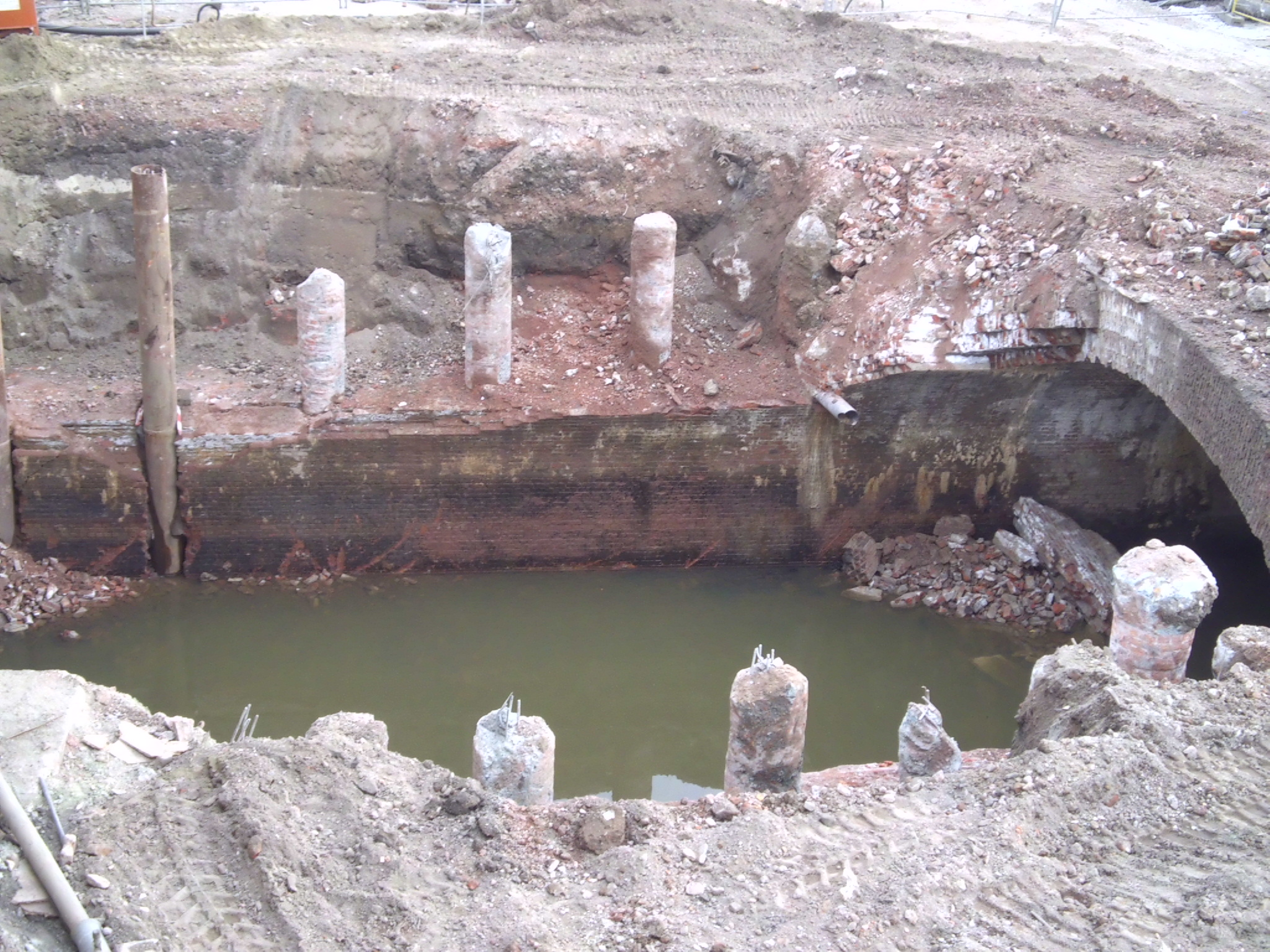
Opengelegd stuk van de Kerkebeek, Brugge, 2015.

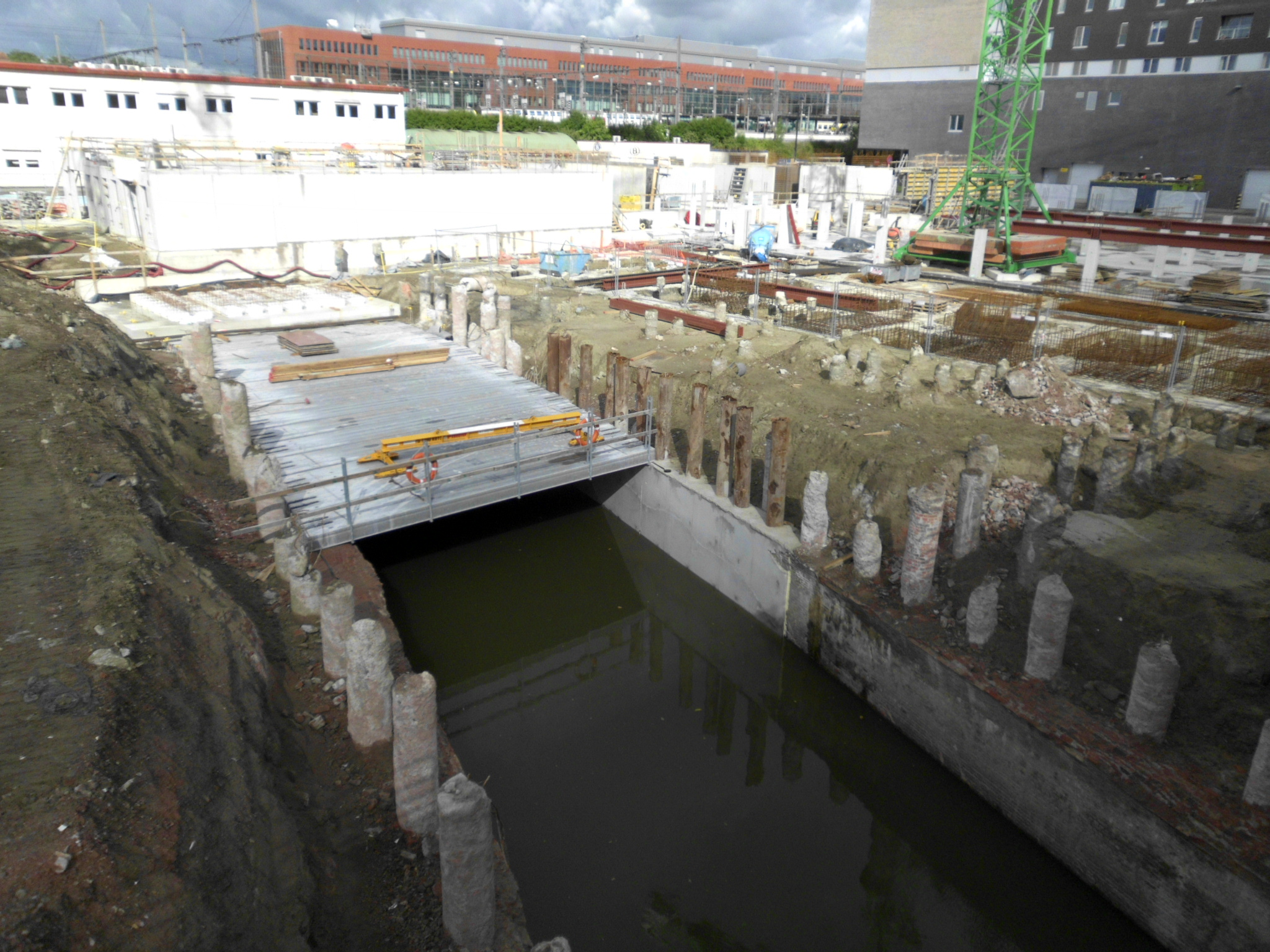
Nieuwe overwelving van de Kerkebeek te Brugge, ter vervanging van de gesloopte bakstenen overwelving (2015, tussen Hendrik Brugmansstraat en Frank Van Ackerpromenade).

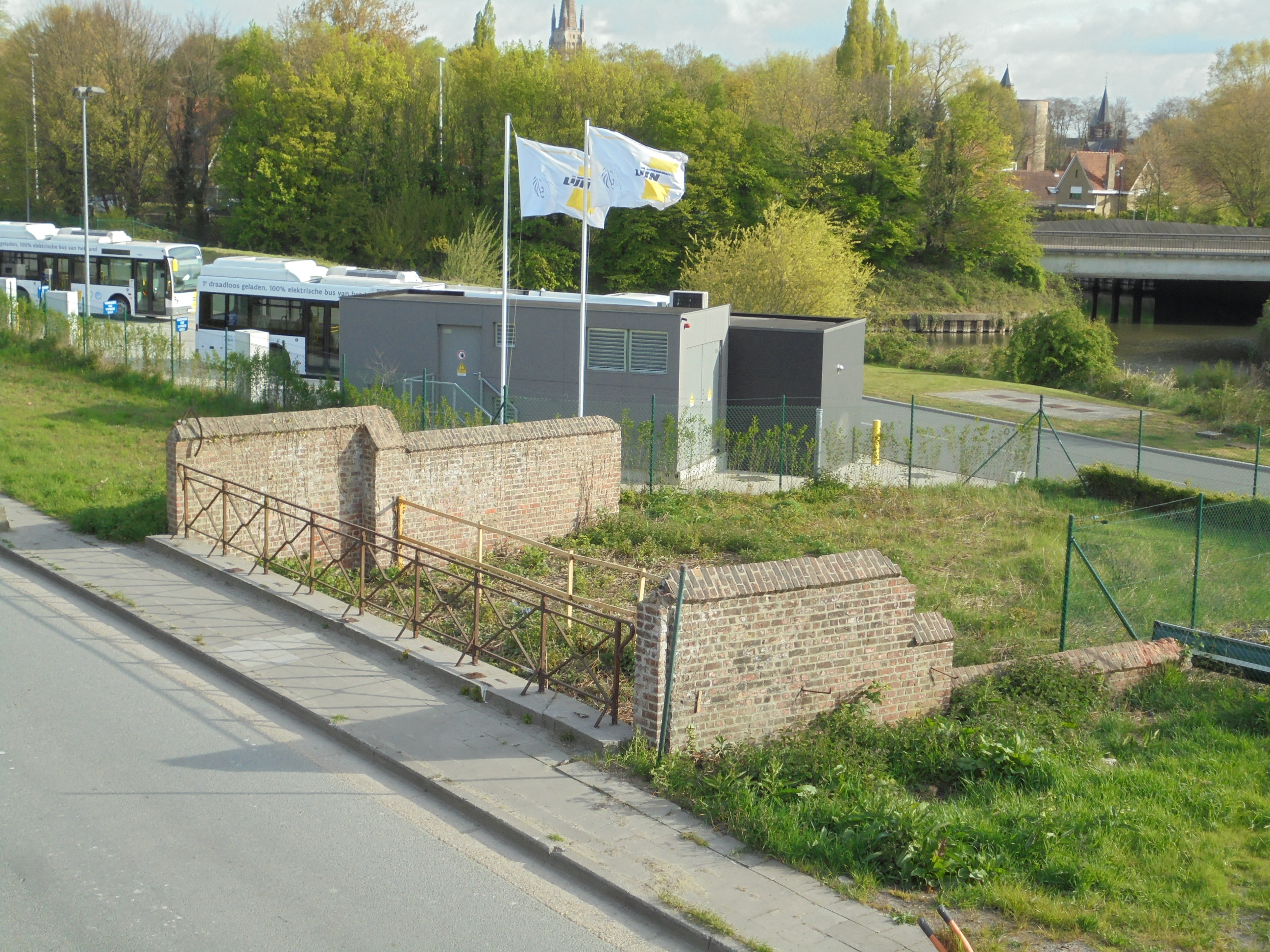
Metalen leuning die herinnert aan een niet-overwelfd gedeelte van de Kerkebeek (Chantrellstraat).

## Overwelving
Op het grondgebied van Brugge (deelgemeente Sint-Michiels) is de Kerkebeek grotendeels overwelfd. Het Kerkebeekpad werd boven de ingekokerde beek aangelegd. Er zijn plannen om de beek deels terug zichtbaar te maken.
Aan het station, op de plaats van het voormalige goederenstation, is de Kerkebeek niet alleen overwelfd, maar ook overbouwd. De Parking Station staat deels boven de Kerkebeek. In 2015 werd voor een bouwproject tussen de Hendrik Brugmansstraat en Frank Van Ackerpromenade (voor onder meer NMBS-kantoren) een deel van de bakstenen overwelving van de beek vervangen door een vlakke betonnen overwelving.
Aan weerszijden van de spoorweg herinneren nutteloos geworden leuningen nog aan de Kerkebeek.